# エステバン・チャベス
エステバン・チャベス（Esteban Chaves、1990年1月17日 - ）は、コロンビア、ボゴタ出身の自転車競技（ロードレース）選手。

## 経歴

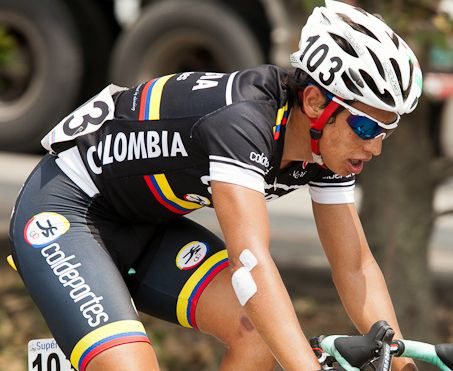
2012年コロンビア・コルデポルテス所属当時のチャベス

アマチュアから2013年までコロンビアのチームに所属。
2013年に事故で複雑骨折。翌年、オリカ・グリーンエッジと契約。
グランツールで総合優勝を狙える選手として活躍する。
2016年はジロ・デ・イタリアで総合2位、ブエルタ・ア・エスパーニャで総合3位と総合系ライダーとして飛躍の年となり、シーズンの締めくくりとなるジロ・ディ・ロンバルディアでは110年のレースの歴史の中で初の非ヨーロッパ人の優勝を記録した。また、モニュメント（5大クラシック）を制した初のコロンビア人選手となった。
2017年、初出場したツール・ド・フランスでは病み上がりだったこともあり、総合62位で完走。
2018年、ジロ・デ・イタリア第6ステージで勝利を挙げるも大会終了後、伝染性単核球症と診断され、長期間レースに出場できない状態が続いた。
2019年、2月に開催されたボルタ・ア・ラ・コムニタ・バレンシアナでレース復帰。6月のジロ・デ・イタリア第19ステージで、復帰後初勝利を収めた。
2022年、EFエデュケーション・イージーポストへ移籍。

## 特徴
身長164cmと小柄な体型で、山岳コースを得意とする総合系ライダー。
近年活躍が目立つコロンビア勢の内の一人(ナイロ・キンタナ、リゴベルト・ウラン、等)。遅れたチャベスをウランがアシストしたり、ウランの落車に対しチャベスがバイクを止めて心配したりと、チームは違えどコロンビア勢の絆の深さが見られる。
2016年ジロ最終ステージではポケットにバナナを入れて走り、レース中に補給する姿が癒されるとTwitterで話題になった。
レースではスポンサーであるスコットの軽量バイク、アディクトを使用。

## 主な戦績

### 2011年
- ツール・ド・ラブニール 優勝

### 2012年
- プルエバ・ビリャフランカ・デ・オルディシア　2位
- ブエルタ・ア・ブルゴス　総合3位、ヤングライダー賞、区間優勝（第5ステージ）

### 2014年
- ツール・ド・ランカウイ　総合4位

- ツアー・オブ・カリフォルニア　区間優勝(第6ステージ)

- ツール・ド・スイス　区間優勝(第8ステージ)
- ツアー・オブ・北京　総合3位、ヤングライダー賞

### 2015年

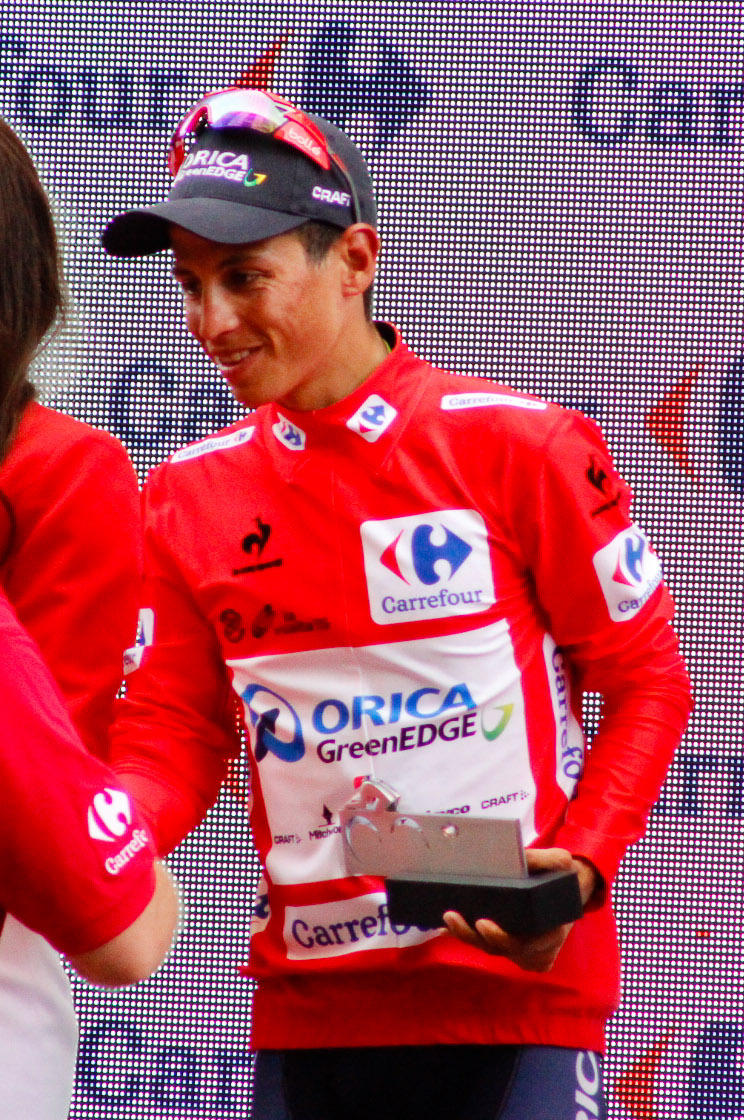
ブエルタ・ア・エスパーニャ2015第8ステージ終了後、マイヨ・ロホを着用するチャベス

- ジロ・デ・イタリア　区間優勝　(第1ステージ・チームタイムトライアル)
- ブエルタ・ア・エスパーニャ　総合5位、区間優勝　(第2,6ステージ)
- イル・ロンバルディア　8位
- アブダビ・ツアー　総合優勝、ヤングライダー賞、区間優勝(第3ステージ)

### 2016年
- ジロ・デ・イタリア　総合2位、区間優勝(第14ステージ)
- ブエルタ・ア・エスパーニャ　総合3位
- イル・ロンバルディア　優勝

### 2018年
- ヘラルド・サンツアー　総合優勝（第3ステージ優勝）
- ジロ・デ・イタリア　区間優勝（第6ステージ）

### 2019年
- ジロ・デ・イタリア　区間優勝（第19ステージ）

### 2021年
- ボルタ・ア・カタルーニャ  ポイント賞、 山岳賞（第4ステージ優勝）

### 2023年
- コロンビア選手権 優勝（個人ロードレース）

### グランツールの総合成績
| グランツール               | 2014 | 2015 | 2016 | 2017 | 2018 | 2019 | 2020 | 2021 | 2022 |
| -------------------------- | ---- | ---- | ---- | ---- | ---- | ---- | ---- | ---- | ---- |
| ジロ・デ・イタリア         | —    | 55   | 2    | —    | 72   | 40   | —    | —    | —    |
| ツール・ド・フランス       | —    | —    | —    | 62   | —    | —    | 23   | 13   | —    |
| ブエルタ・ア・エスパーニャ | 41   | 5    | 3    | 11   | —    | 19   | 27   | —    | DNF  |